# 朝潮太郎 (第三代)

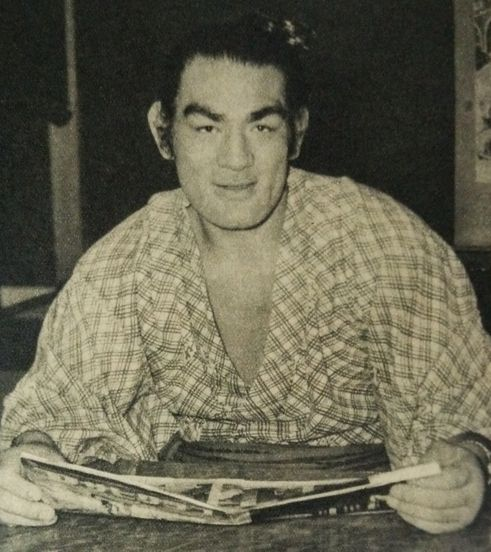

第三代朝潮太郎（日语：／ Asashio Tarō，1929年11月13日—1988年10月23日），本名米川文敏，身高1.88米，重135公斤，日本鹿兒島縣德之島出身（出生地兵庫縣神戶市）的大相撲力士，第46代横綱，高砂部屋所屬。

## 來歷
1948年10月，他初次亮相並以自己名稱比賽。1950年9月他升至十兩第二，並贏得了14勝1負的紀錄。1952年1月他立即晉升到幕內最高級別。他在1952年採用了朝潮作四股名，在他的早期職業生涯中，他曾擊敗3個橫綱贏得了7個金星章。
朝潮後來贏得了五個頂級分部錦標賽冠軍，其中一個在大阪。他在1956年升至關脇，贏得了他的第二個冠軍後一年後，他獲得晉升大關 (相撲)。在1958年11月九州的比賽中贏得了14:1的紀錄，他在30歲晉升至橫綱。但在升至橫綱後因為傷病錯過很多比賽，他只在1961年3月贏得一個進一步比賽。他沒有參加1962年1月的比賽，並在32歲宣布退休。

## 退休後
朝潮退休後留在高砂部屋作為年寄和教練，他也是朝潮太郎(4代)的主教練。他預測，薩摩亞人力士小錦八十吉 (6代)將在25歲生日之前達到橫綱的等級，但它沒有發生。他還招募了薩摩亞力士南海龍太郎，朝潮在1988年9月因飲酒問題與南海龍太郎激烈爭執，在一星期後因中風而死。